# Forintplantsoen
Het Forintplantsoen is een plantsoen in Amsterdam Nieuw-West.

## Geschiedenis en ligging
Het plantsoen annex plein werd aangelegd als open ruimte tijdens de bebouwing van de Middelveldsche Akerpolder (MAP) eind jaren negentig van de 20e eeuw. Ze kreeg op 26 maart 1997 van Stadsdeel Osdorp haar naam, een vernoeming naar de Hongaarse munt forint. Alle straten en pleinen in deze buurt kregen namen gebaseerd op munten. Zo schampen de Pesetalaan (vernoemd naar peseta) en Pond Sterlinglaan (Pond Sterling) het plein en komen de Lirestraat (Italiaanse lire) en Zlotylaan (Zloty) op het plein uit.
Het midden van het plein bestaat uit een speeltuin die omringd wordt door een gracht.

## Bouwwerken

### Nummering
Rondom het plein staan voornamelijk eengezinswoningen als rijtjeshuizen aan elkaar geschakeld in vier blokjes. Ze dateren alle uit 1998. De huisnummers 1-23 (oneven) liggen aan de noordoostzijde van het plein; de huisnummers 2-24 aan de zuidwestzijde.

### Bruggen 2265-2268
Over het plantsoeneiland loopt een wandelpad dat bestaat uit vier bruggen en drie plateaus met zitjes en speelobjecten. De twee buitenste bruggen (2265 en 2268) bestaan uit twee brugdelen die op het landhoofd op het eiland elkaar zijdelings raken. Op dat raakpunt staat een blauwbetegelde stenen poort. Van brug 2268 liet de blauwe betegeling los. De buurt ondernam actie en onder leiding van kunstenaressen Willemijn Harmsen van de Meene en Maja Thijsens werd de poort voorzien van een mozaïek (tegels op een ondergrond bevestigd op de poort) zoals bekend van social sofa's. De afbeelding laat bloemen, vlinders en positieve woorden als samen, liefde, lach, vrolijk, buiten zien. De twee middelste bruggen (2266 en 2267) zijn bruggen die de plateaus verbinden. Alle vier de bruggen zijn van stalen frames met planken.

## Afbeeldingen

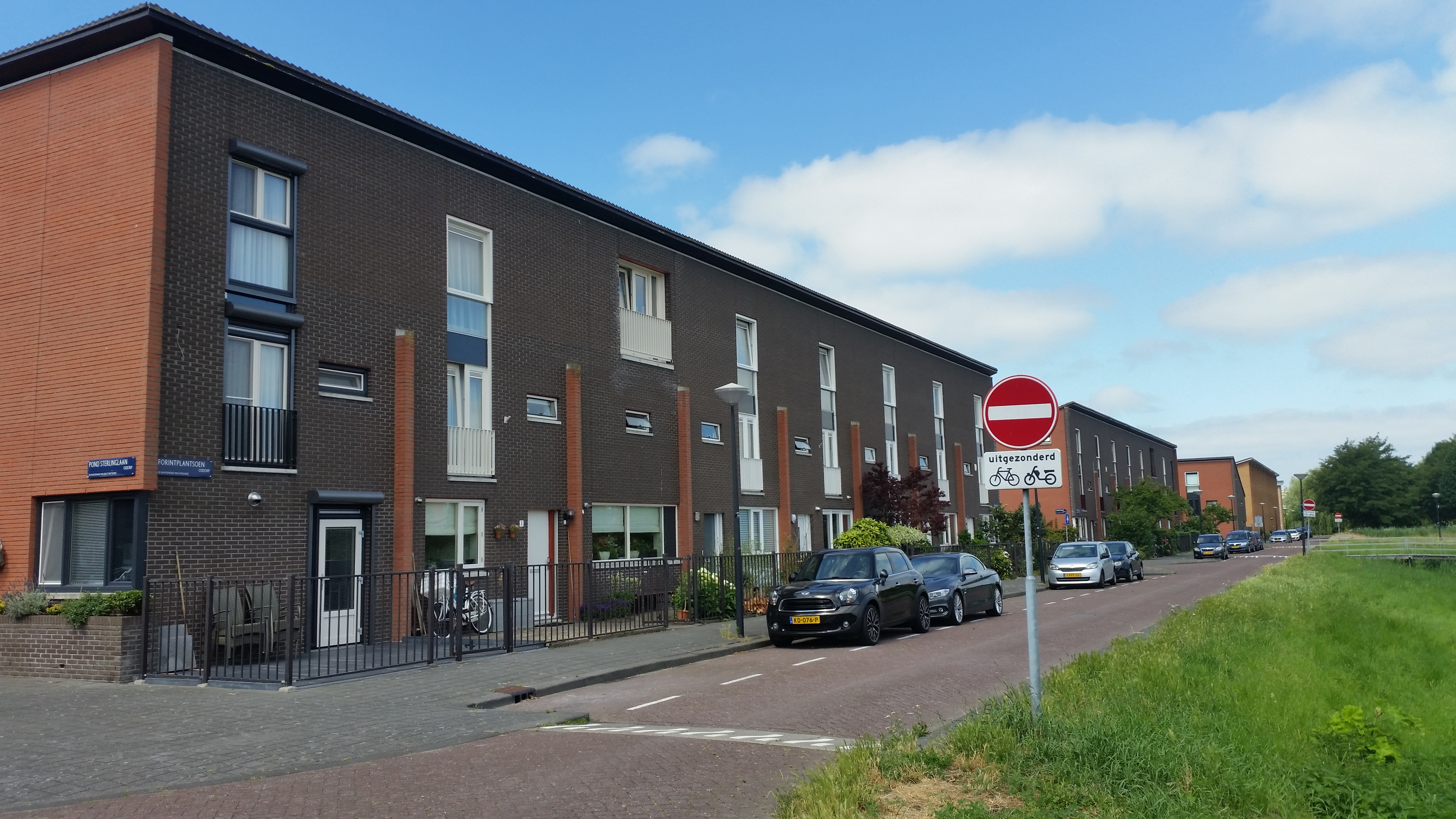
Forintplantsoen 1-11 (voor) en 13-23 (achter)(juni 2019)
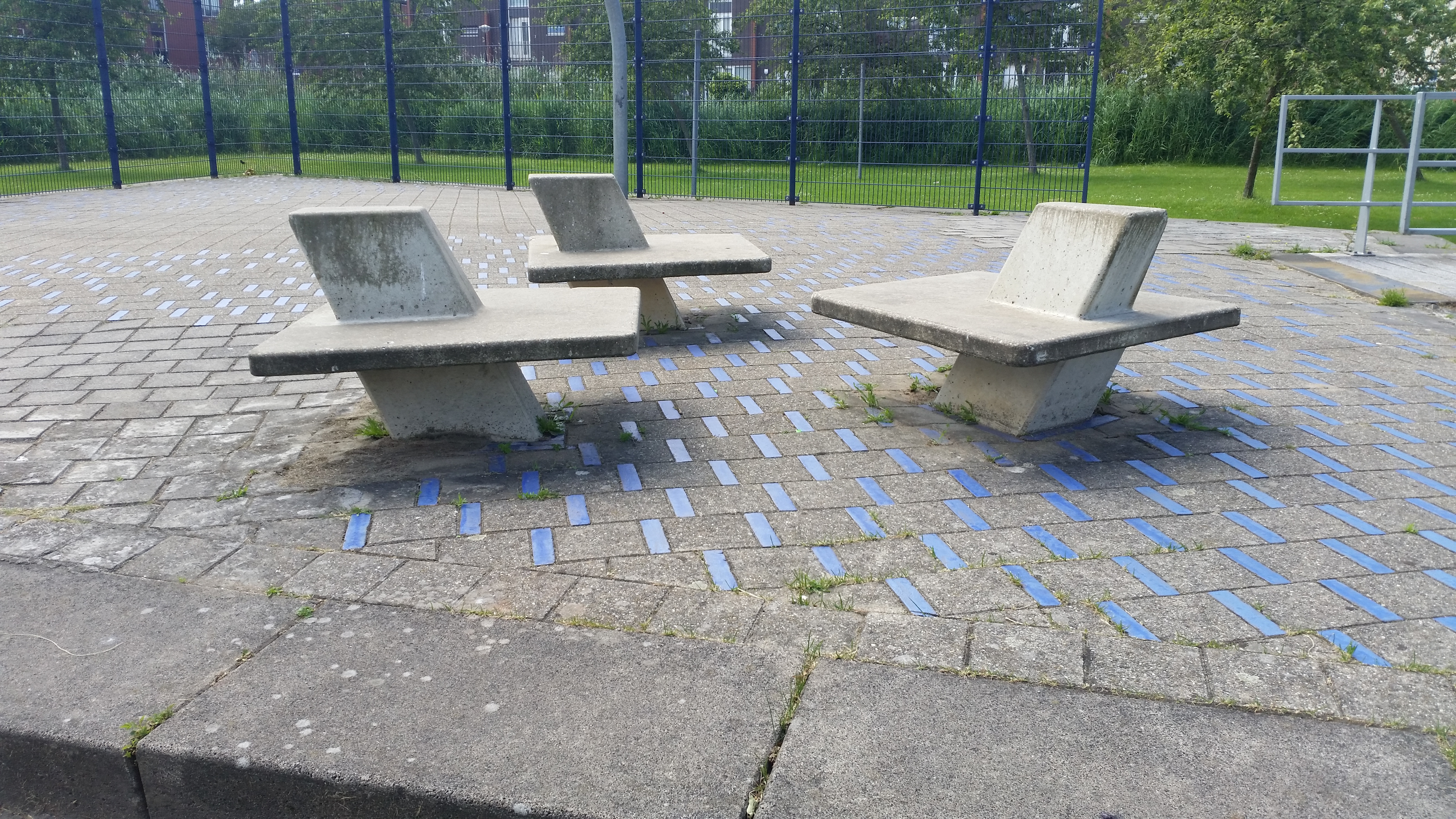
Zitelementen (juni 2019)
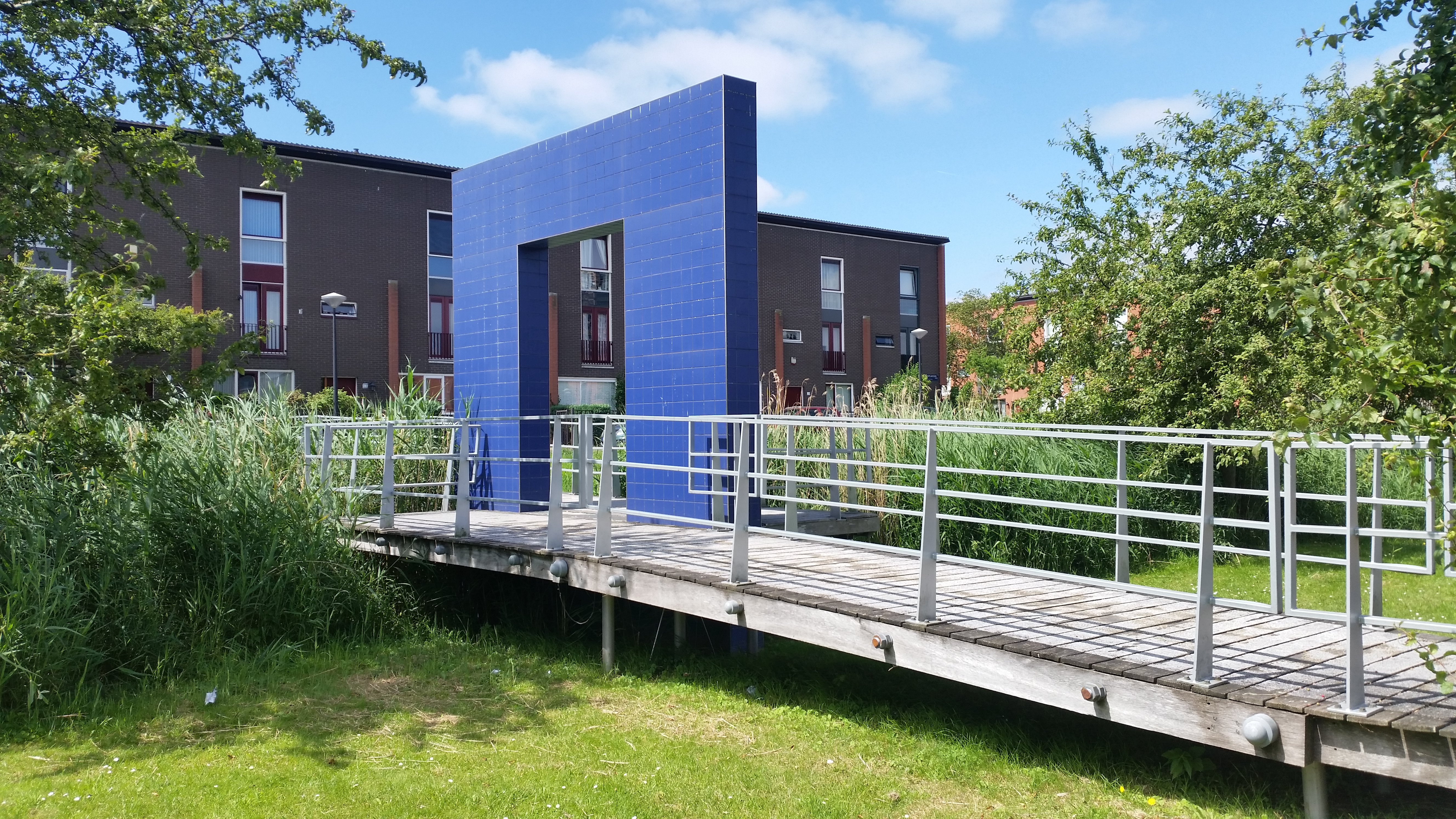
Brug 2265 (juni 2019)
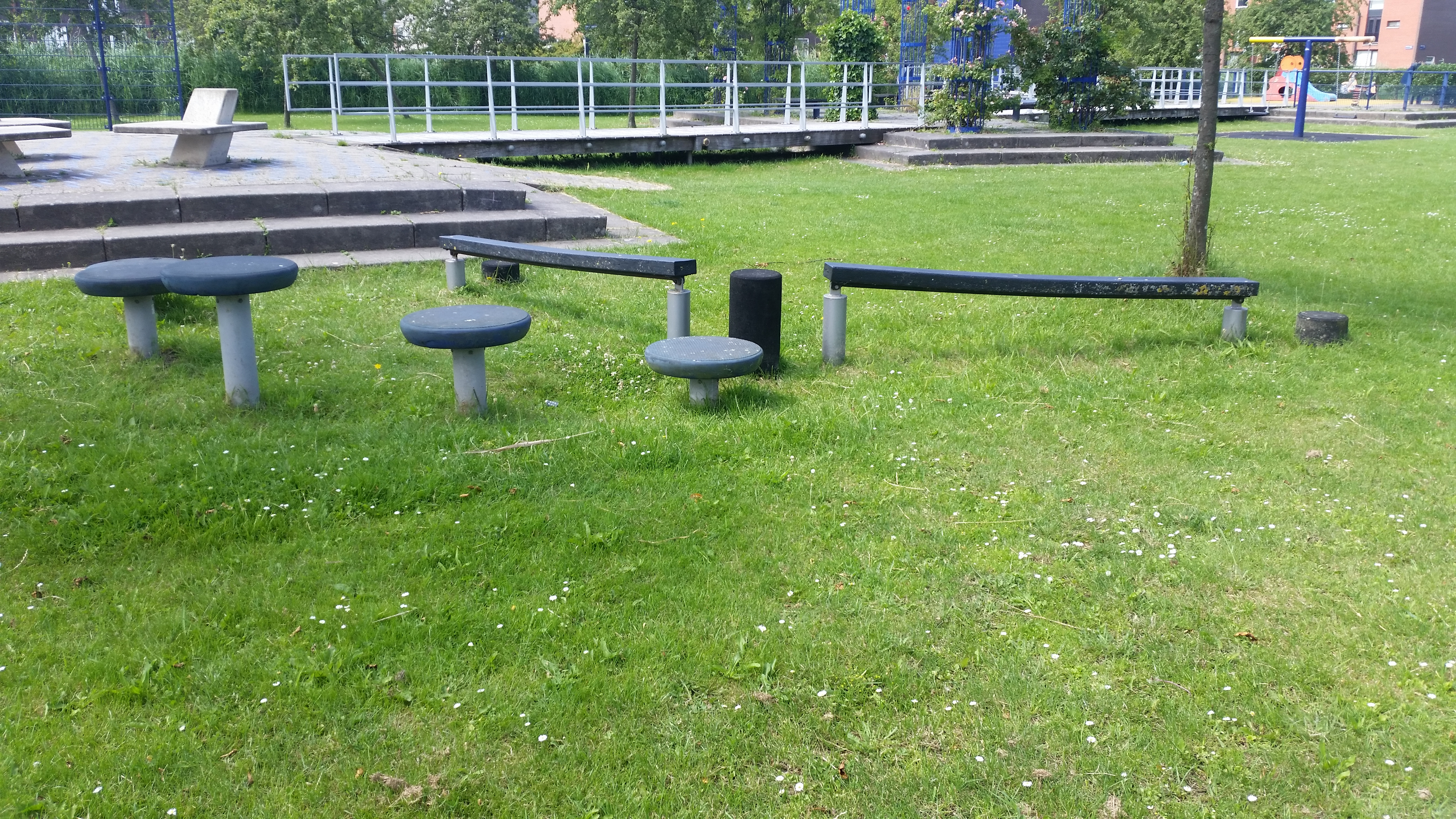
Brug 2266 (rechts) en brug 2267 (links) (juni 2019)
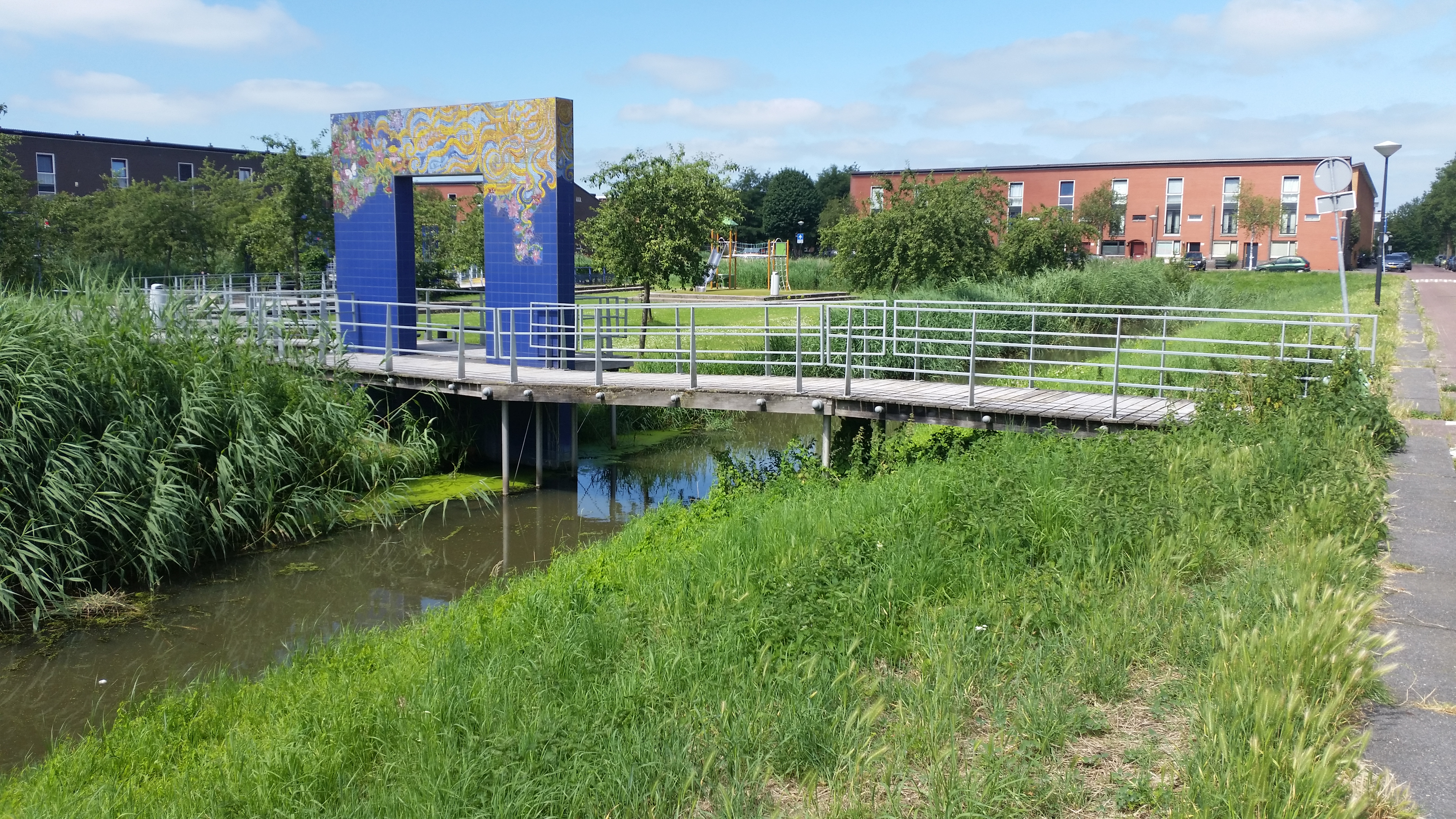
Brug 2268 met mozaïekwerk (juni 2019)